# بنجامین برافمن
بنجامین برافمن (انگلیسی: Benjamin Brafman؛ زادهٔ ۲۱ ژوئیهٔ ۱۹۴۸) وکیل اهل ایالات متحده آمریکا است. یک وکیل دفاع جنایی و بنیان‌گذار شرکت حقوقی برافمن و همکاران مستقر در منهتن است. برافمن به دلیل وکالت بسیاری از متهمان برجسته، از جمله افراد مشهور، اعضای متهم مافیای آمریکایی و شخصیت‌های سیاسی شناخته شده است.

## شان کمبز
برافمن از شان «پی. دیدی» شان کمبز در جریان محاکمه‌اش در سال ۱۹۹۹ به اتهام سلاح‌های غیرقانونی و رشوه دفاع کرد. کامبز که از برافمن به عنوان «عمو بنی» یاد می‌کرد از اتهامات جنایی که ناشی از نزاع در کلوپ شبانه بود در حالی که او و دوست دختر آن زمانش جنیفر لوپز و همراهان همیشگی کمبز تبرئه شدند. صد شاهد دادستان و سایرین به مقصر بودن کامبز شهادت دادند، اما همچنان حکم بی گناهی در مورد همه اتهامات صادر شد و شهرت برافمن را افزایش داد.
در نوامبر ۲۰۲۳، برافمن دوباره وکالت کامبز را بر عهده گرفت، زیرا او با یک دعوی تجاوز جنسی ۳۰ میلیون دلاری از سوی دوست دختر سابقش کیسی ونتورا روبرو بود. او علناً اتهامات ونتورا علیه کامبز را محکوم کرد، از جمله در یک مصاحبه اختصاصی با پیپل این دعوی یک روز پس از ثبت به پایان می رسد، زمانی که هر دو طرف با توافق نامعلوم موافقت کردند.